# Cykl Kaliny
Cykl Kaliny – opracowany w 1970 roku przez radzieckiego inżyniera Aleksandra Kalinę proces transferu ciepła dla wody amoniakalnej. Dzięki zastosowaniu niskotemperaturowego czynnika roboczego zostaje wytworzona para o niższej temperaturze niż w tradycyjnych systemach parowych. Konwencjonalne turbiny parowe wymagają temperatur pary rzędu kilkuset stopni Celsjusza, aby pracować ekonomicznie w temperaturze relaksacji ponad 100 °C. Maksymalna możliwa sprawność jest określona przez górną i dolną wartość temperatury gazu roboczego.

## Zastosowanie

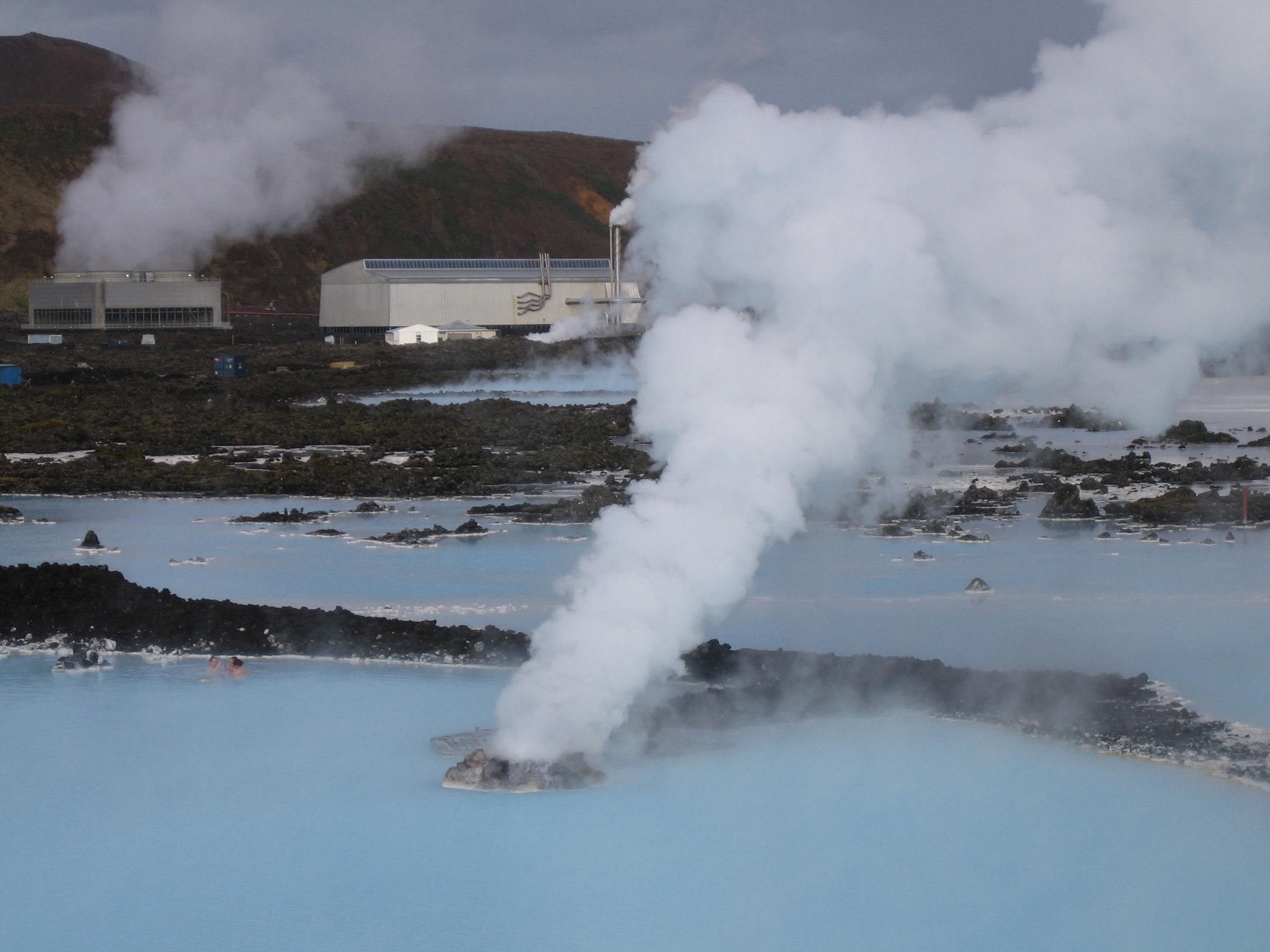
Błękitna Laguna

W elektrowniach geotermicznych z turbin parowych wysokie temperatury pary wykorzystać można tylko przez kosztowne wiercenia. Geotermalny gradient temperatury wynosi około 3 °C na 100 m, co powoduje konieczność wykonania odwiertu na głębokość kilku kilometrów, aby uzyskać wodę o temperaturze zapewniającej wystarczającą efektywność wymiany ciepła.
W celu wykorzystania wód geotermalnych o stosunkowo niskich temperaturach (nawet poniżej 100 °C), inż. Aleksandr Kalina opracował wydajny transfer ciepła z mieszaniną amoniaku i wody. Woda w postaci pary wodnej to przede wszystkim wymiennik ciepła dla gazowego amoniaku w tym cyklu. Otrzymana mieszanina pary w znacznie niższych temperaturach jest następnie używana do napędzania turbiny. Cykl Kaliny może być też elementem zwykłego procesu wytwarzania pary.
W porównaniu do organicznego cyklu Rankine’a (ORC) na bazie substancji organicznych, takich jak izopentany, wydajność powinna być 10-60% wyższa. W ten sposób można dostarczać energii z wnętrza Ziemi już przy niewielkich głębokościach wierceń, co może zwiększyć ekonomiczną opłacalność.
Jednym problemem jest to, że amoniak ma drażniący zapach i jest toksyczny. Podczas eksploatacji i konserwacji nie można dopuścić do ucieczki amoniaku z instalacji.
Obecnie kilka elektrowni geotermalnych na całym świecie stosuje ten cykl. Najbardziej znane wśród elektrowni geotermalnych w Islandii są: Húsavíki Svartsengi.
Cykl Kaliny przeżywa teraz fazę dużego zainteresowania z powodu wysokiej ceny energii, co dało mu drugą pozycję w Europie.
Procedura jest objęta kilkoma patentami, które posiada kalifornijska firma Exergy. Europejskie licencje dla procesu tego typu tj. SG1 Cycle posiada Siemens Industrial Solutions and Services. Obecnie trwają zaawansowane prace nad SG2 Cycle przez spółkę M + W. Różne typy tego procesu różnią się przede wszystkim nakładem finansowym na wyposażenie i skutecznością, którą można dzięki nim osiągnąć.

## Opis techniczny
W wyparce czynnik roboczy (mieszanina amoniaku) zostaje odparowany, co powoduje wzrost jego objętości. W turbinie zachodzi politropowa przemiana, zmniejszająca temperaturę na przykład do 70 °C. Cykl Kaliny wykorzystuje tutaj właściwości wody amoniakalnej. Przez zmniejszenie całkowitego stężenia amoniaku z fazy ciekłej i gazowej (przy stałej temperaturze) ciśnienia wrzenia maleje, przy stałym ciśnieniu dla parowania temperatura wrzenia jest wyższa. Zmiana stężenia występuje w rekuperatorze przez zmieszanie roztworu amoniaku z desorbera do pary turbiny. Poprzez zmniejszenie się koncentracji zwiększa się gradient ciśnienia dla turbiny. W przypadku wielokrotnego przepływu masowego przez turbinę mieszanina musi być rozprowadzane w części absorpcyjnej. Ciepło absorpcji i skraplania może być odprowadzane do wody chłodzącej.
Powstały roztwór podstawowy doprowadza się za pomocą pompy do wymaganego ciśnienia skraplania roztworu roboczego i żądanej większej części prądu w prasie ślimakowej. Tam zostaje za pomocą ciepła odpadowego wydalony prawie czysty amoniak ze spalin turbiny. Pozostały słaby roztwór przepływa z powrotem przez zawór dławiący do skraplacza. Po wzroście ciśnienia roztwór roboczy przenosi się z powrotem do generatora pary wodnej z odzyskiem ciepła.

## Zalety
Szczególną zaletą procesu Kaliny jest przede wszystkim korzystny współczynnik wymiany ciepła dla wytwornicy pary i skraplacza. Właściwość mieszaniny jest wykorzystywana do spowodowania zmiany stężenia w zależności od zmian temperatury. Tutaj jest to dokonywane przez zmianę stężenia poszczególnych faz par i cieczy przy stałym całkowitym stężeniu i pod stałym ciśnieniem. Mieszaninę odparowuje się przy stale rosnącymi temperaturami i skrapla przy temperaturach systematycznie malejących. Przy nieizotermicznym odparowaniu mieszaniny temperatura odparowania leży bliżej linii idealnej źródła ciepła jakim jest woda, która odparuje w stałej temperaturze. Do innych efektów należy możliwość otrzymania większego ciepła właściwego cieczy i ciepła odparowania.
Straty przenoszenia ciepła zostają zniesione przez niskie średnie temperatury dostarczania ciepła, co prowadzi do poprawy sprawności procesu w porównaniu z prostym cyklem Carnota. Z drugiej strony, średnia temperatura obniża się przez rozpraszanie ciepła, nawet w przypadku przenoszenia ciepła w podobny sposób, przez zmniejszenie temperatury wrzenia mieszaniny podczas kondensacji, tym samym korzystnie wpływa na wydajność.
Termodynamiczną zaletę niewielkich różnic temperaturowych w przekazywaniu ciepła osiąga się kosztem dużych powierzchniach grzewczych wymienników ciepła, które są dodatkowo obciążone przez słabe wymiany ciepła w wyniku zjawiska dyfuzji i absorpcji.

## Wady
Największa wada to utrzymywanie aparatury potrzebnej do procesu Kaliny, które jest skomplikowane, gdyż amoniak rozpuszczony w wodzie jest zasadowy, korozyjny, drażniący drogi oddechowe, drażniący skórę i jest trucizną metaboliczną. Ma silny zapach i jest łatwopalny oraz może być wybuchowy. Poza tym by zwiększyć efektywność potrzebne są duże powierzchnie wymiany ciepła, a to niesie ze sobą wzrost nakładów finansowych o 40% w porównaniu z prostym obiegiem Rankine’a.